# Алексієвка (Туймазинський район)
Алексі́євка (рос. Алексеевка, башк. Алексеевка) — село у складі Туймазинського району Башкортостану, Росія. Адміністративний центр Чукадибашевської сільської ради.
Населення — 257 осіб (2010; 232 у 2002).
Національний склад:
- башкири — 73 %